# Idiacanthus fasciola
Idiacanthus fasciola es una especie de pez de la familia Stomiidae en el orden de los Stomiiformes.

## Morfología
Los machos pueden llegar alcanzar los 48,9 cm de longitud total.

## Hábitat
Es un pez de mar y de aguas profundas que vive entre 0-2.000 m de profundidad.

## Distribución geográfica
Se encuentra en el  Atlántico norte, el Atlántico sur (incluyendo la Patagonia argentina) el Índico, el Pacífico y el Mar de la China Meridional.